# Міладжерд (дегестан)
Міладжерд (перс. میلاجرد) — дегестан в Ірані, у бахші Міладжерд, в шагрестані Коміджан остану Марказі. За даними перепису 2006 року, його населення становило 3221 особу, які проживали у складі 770 сімей.

## Населені пункти
До складу дегестану входять такі населені пункти:
- Акче-Кагріз
- Госейнабад
- Емамзаде-Аббас
- Мегдіабад
- Нагр-е Поште
- Паркак
- Солуклу
- Фамарін
- Хатамабад